# Табар зин
Табар Зин или табар-и-зин (понякога превеждано като "брадва за седло") е традиционна бойна брадва в Персия, Индия, и Иран. Тя се състои от е остриета във формата на полумесец. Дългата версия на табар зин е имала дължина от 2,1 метра, докато късата версия била дълга около 90 см. Уникалното в персийската брадва е, че тя имала много тънка дръжка, винаги направена от метал, която олекотявала оръжието и го правело по-лесно за използване.
Табар Зин понякога се носела като символично оръжие от пътуващи дервиши (ислямски аскетични богомолци).
Важно е да се отбележи, че персийските оръжия понякога са идентични или близки до тези от Източна Индия, защото двете култури са се смесвали и общували много пъти през вековете.
„Табар“ означава „брадва“, а „зин“ има значение на вися от кон. Някои източници казват, че думата „зин“ идва от „зар“ - древната дума за война.